# Groupe de Vilnius (mouvement ouvrier)
Pour les articles homonymes, voir Groupe de Vilnius (homonymie).

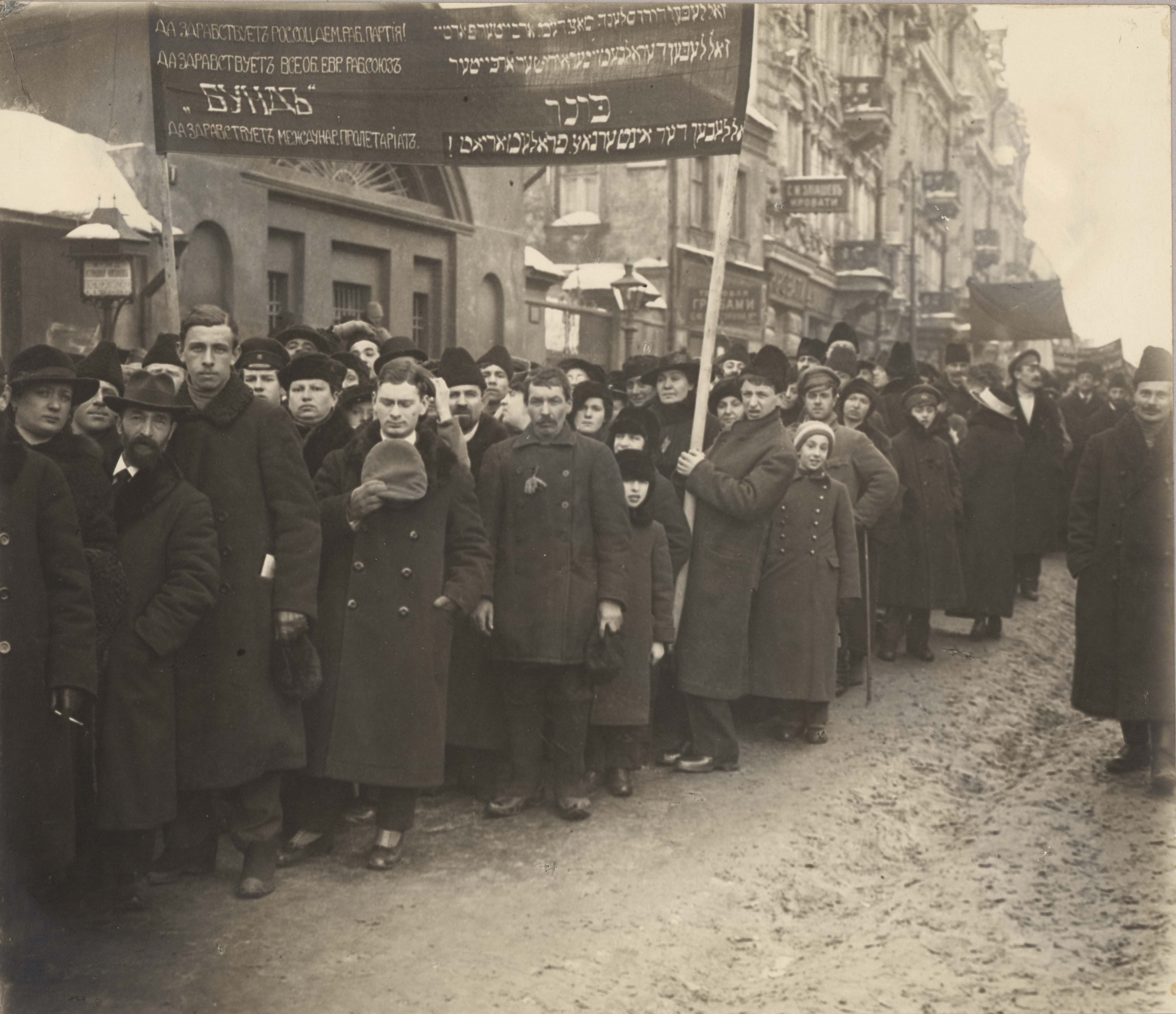
Rassemblement du Bund ouvrier socialiste juif, 1917. La pancarte en russe dit : "Salut au Parti ouvrier social-démocrate russe ! Salut à l'Union générale des travailleurs juifs "Bund" ! Salut au prolétariat international."

Le groupe de Vilnius était un cercle social-démocrate juif, qui s'est réuni secrètement dans la ville de Vilna, qui faisait alors partie de l'Empire russe (aujourd'hui Vilnius en Lituanie). 

## Historique
Le groupe a été fondé au milieu des années 1890. Ses membres font une propagande socialiste et marxiste auprès des ouvriers juifs du textile, et dans une certaine mesure de l'ensemble des travailleurs, juif ou non juif. Il se consacre également à l'alphabétisation et l'éducation ouvrière, et apporte un appui à la formation de syndicats. Le groupe est parmi les premiers à produire des ouvrages socialistes en Yiddish. Son activité est illégale et clandestine, et tous les membres de groupe de Vilnius ont été arrêtés à différentes reprises. 
Le groupe comprenait, entre autres, Arkadi Kremer et son épouse Pati Kremer (Matla Srednicki ou Srednitskaya), Anna Rozental, John Mill, et Mikhaïl Liber. 
Il a été précurseur de l'Union générale des travailleurs juifs, connu comme le Bund, fondé en 1897. Le groupe de Vilnius a également joué un rôle dans la fondation du Parti ouvrier social-démocrate de Russie (POSDR) en 1898. La plupart de ses anciens militants a ensuite rejoint les Mencheviks.